# 457 av. J.-C.
Cette page concerne l'année 457 av. J.-C. du calendrier julien proleptique.

## Événements
- Printemps : réaction de Sparte face aux succès athéniens. La cité lacédémonienne envoie une armée en Béotie ce qui permet à Thèbes de réaliser l'unité de la région. Après avoir écarté la menace phocidienne sur la Doride, l'armée spartiate attend les Athéniens en Grèce centrale[1].
- Juin (date probable) : bataille de Tanagra[2]. Sparte (la révolte des Hilotes est en partie terminée), Corinthe et la ligue béotienne, sont victorieux sur les Athéniens et les Argiens.
- Août (date probable) : bataille d'Œnophyta[2]. Désastre de Thèbes devant Athènes, deux mois après Tanagra. Athènes envahit la Béotie, sauf Thèbes, et la Phocide. La ligue béotienne est dissoute par Athènes qui contraint les Béotiens à adopter des régimes démocratiques.
- 7 octobre : début à Rome du consulat de Caius Horatius Pulvillus II et Quintus Minucius Esquilinus Augurinus[3].

- Hiver 457-456 av. J.-C.: capitulation d'Égine qui est intégrée de force à la Ligue de Délos[4]. Athènes va installer des colons et déporter en Laconie la population autochtone qui ne sera rapatriée par les Spartiates qu'à l'issue de la guerre du Péloponnèse.

- Rappel probable de Cimon à Athènes après la bataille de Tanagra[5], considéré comme une « invention de Théopompe » (ostracisé en 461 av. J.-C.) (autre date plus probable 451 av. J.-C.).
- À Athènes, accès des zeugites (paysans aisés) à l'archontat[6]. Application possible de la misthophorie, la rémunération des fonctions publiques (457/456 av. J.-C.).